# Neptosternus biharensis
Neptosternus biharensis är en skalbaggsart som beskrevs av Vazirani 1963. Neptosternus biharensis ingår i släktet Neptosternus och familjen dykare. Inga underarter finns listade i Catalogue of Life.